# Магний
| 12       | Магний |
| Mg24,305 |        |
| 3s2      |        |

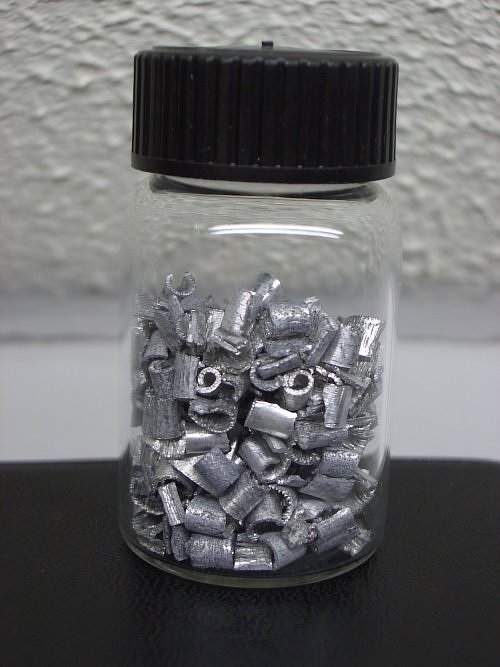
Металлический магний

Ма́гний (химический символ — Mg, от лат. Magnesium) — химический элемент 2-й группы (по устаревшей классификации — главной подгруппы второй группы, IIA) третьего периода периодической системы химических элементов Д. И. Менделеева с атомным номером 12. Относится к щёлочноземельным металлам.
Простое вещество магний — лёгкий, ковкий металл серебристо-белого цвета.

## История открытия
В 1695 году из минеральной воды Эпсомского источника в Англии выделили соль, обладавшую горьким вкусом и слабительным действием. Аптекари назвали её «горькой солью», а также «английской» или «эпсомской солью». Минерал эпсомит представляет собой кристаллогидрат сульфата магния и имеет химическую формулу MgSO4 · 7H2O.
В 1792 году Антон фон Рупрехт выделил из белой магнезии восстановлением углём неизвестный металл, названный им австрием. Позже было установлено, что «австрий» представляет собой магний крайне низкой степени чистоты, поскольку исходное вещество было сильно загрязнено железом.
В 1809 г. английский химик Гемфри Дэви с помощью электролиза увлажнённой смеси магнезии и оксида ртути получил амальгаму неизвестного металла, которому дал название «магнезиум», сохранившееся до сих пор во многих странах. В России с 1831 года принято название «магний».  Латинское название элемента происходит от названия древнего города Магнезия в Малой Азии, в окрестностях которого имеются залежи минерала магнезита. В 1829 г. французский химик А. Бюсси получил магний, восстанавливая его расплавленный хлорид металлическим калием. В 1830 г. М. Фарадей получил магний электролизом расплавленного хлорида магния.

## Изотопы
Природный магний состоит из смеси трёх стабильных изотопов 24Mg, 25Mg и 26Mg с молярной концентрацией в смеси 78,6 %, 10,1 % и 11,3 % соответственно.
Известны также 19 радиоактивных изотопов магния, полученные искусственно, самый долгоживущий из них 28Mg с периодом полураспада 20,915 часов.

## Нахождение в природе
Кларк магния — 1,98 % (19,5 кг/т). Это один из самых распространённых элементов земной коры. Большие количества магния находятся в морской воде в виде раствора солей (0,12—0,13 % по массе).
Магнезиальные соли встречаются в больших количествах в солевых отложениях самосадочных озёр. Месторождения карналлита осадочного происхождения имеются во многих странах.
Магнезит образуется преимущественно в гидротермальных условиях и относящихся к среднетемпературным гидротермальным месторождениям. Доломит также является важным магниевым сырьём. Месторождения доломита широко распространены, запасы их огромны. Они генетически связаны с карбонатными осадочными слоями и большинство из них имеет докембрийский или пермский геологический возраст. Доломитовые залежи образуются осадочным путём, но могут возникать также при воздействии на известняки гидротермальных растворов, подземных или поверхностных вод.
Чрезвычайно редким минералом является самородный магний, образующийся в потоках восстановительных газов и впервые обнаруженный в 1991 году в береговых отложениях Чоны (Восточная Сибирь), а затем в лавах в Южном Гиссаре (Таджикистан).

### Природные источники магния
- Ископаемые минеральные отложения (магнезиальные и калийно-магнезиальные карбонаты: доломит, магнезит).
- Морская вода.
- Рассолы (рапа соляных озёр).

В 1995 г. бо́льшая часть мирового производства магния была сосредоточена в США (43 %), странах СНГ (26 %) и Норвегии (17 %), на рынке возрастает доля Китая.

## Получение
Обычный промышленный метод получения металлического магния — это электролиз расплава смеси безводных хлоридов магния MgCl2 (бишофит), натрия NaCl и калия KCl. В расплаве электрохимическому восстановлению подвергается хлорид магния:
{\displaystyle {\mathsf {MgCl_{2}\rightarrow Mg+Cl_{2}}}}
Расплавленный металл периодически отбирают из электролизной ванны, а в неё добавляют новые порции магнийсодержащего сырья. Так как полученный таким способом магний содержит сравнительно много (около 0,1 %) примесей, при необходимости «сырой» магний подвергают дополнительной очистке. С этой целью используют электролитическое рафинирование, переплавку в вакууме с использованием специальных добавок — флюсов, которые удаляют примеси из магния или перегонку (сублимацию) металла в вакууме. Чистота рафинированного магния достигает 99,999 % и выше.
Разработан и другой способ получения магния — термический. В этом случае для восстановления оксида магния при высокой температуре используют кремний или кокс:
{\displaystyle {\mathsf {MgO+C\rightarrow Mg+CO}}}
Применение кремния позволяет получать магний из такого сырья, как доломит CaCO3·MgCO3, не проводя предварительного разделения магния и кальция. С участием доломита протекают реакции, вначале производят обжиг доломита:
{\displaystyle {\mathsf {CaCO_{3}\cdot MgCO_{3}\rightarrow CaO+MgO+2CO_{2}}}}
Затем сильный нагрев с кремнием:
{\displaystyle {\mathsf {2MgO+CaO+Si\rightarrow CaSiO_{3}+2Mg}}}
Преимущество термического способа состоит в том, что он позволяет получать магний более высокой чистоты. Для получения магния используют не только минеральное сырьё, но и морскую воду.

## Физические свойства
Магний — металл серебристо-белого цвета с гексагональной решёткой, обладает металлическим блеском; пространственная группа P 63/mmc, параметры решётки a = 0,32029 нм, c = 0,52000 нм, Z = 2. При обычных условиях поверхность магния покрыта довольно прочной защитной плёнкой оксида магния MgO, которая разрушается при нагреве на воздухе до 560 °C , после чего металл сгорает с ослепительно белым пламенем с образованием оксида и нитрида магния Mg3N2. Скорость воспламенения магния намного выше скорости отдёргивания руки, поэтому при поджоге магния человек не успевает отдёрнуть руку и получает ожог. На горящий магний желательно смотреть только через тёмные очки или стекло, так как в противном случае есть риск получить световой ожог сетчатки и на время ослепнуть.
Плотность магния при 20 °C — 1,738 г/см³, температура плавления 650 °C, температура кипения 1090 °C, теплопроводность при 20 °C — 156 Вт/(м·К).
Магний высокой чистоты пластичен, хорошо прессуется, прокатывается и поддаётся обработке резанием.

### Фазовый переход в сверхпроводящее состояние
При температуре Тс= 0,0005 К магний (Mg) переходит в сверхпроводящее состояние.

## Химические свойства
При нагревании на воздухе магний сгорает с образованием оксида и небольшого количества нитрида. При этом выделяется большое количество теплоты и света:
{\displaystyle {\ce {2Mg + O2 ->[t{°}] 2MgO +{1203 кДж}}}}
{\displaystyle {\ce {3Mg + N2 ->[t{°}]Mg3N2}}}
Магний хорошо горит даже в углекислом газе:
{\displaystyle {\ce {2Mg + CO2 ->[t{°}] 2MgO + C}}}
Раскалённый магний энергично реагирует с водой, вследствие чего горящий магний нельзя тушить водой:
{\displaystyle {\ce {Mg + H2O -> MgO + H2 ^ + {75 ккал}}}}
С холодной водой реагирует медленно. Быстрее — с тёплой и горячей:
{\displaystyle {\ce {Mg + 2H2O ->[t{°}] Mg(OH)2 + H2 ^ + {80,52 ккал}}}}
Растворы щелочей не действуют на магний. Весьма быстро растворяется в кислотах, даже слабых. Способен глубоко восстанавливать азотную кислоту:
{\displaystyle {\ce {Mg + 2HCl -> MgCl2 + H2 ^}}}
{\displaystyle {\ce {Mg + 2CH3COOH -> (CH3COO)2Mg + H2 ^}}}
{\displaystyle {\ce {12HNO3 + 5Mg -> 5Mg(NO3)2 + N2 ^ + 6H2O}}}
Также следует упомянуть реактивы Гриньяра, то есть алкил- или арилмагнийгалогениды:
{\displaystyle {\mathsf {RHal+Mg{\xrightarrow[{}]{(C_{2}H_{5})_{2}O}}RMgHal}}}
Где Hal = I, Br, реже Cl.
Металлический магний — сильный восстановитель, применяется в промышленности для восстановления титана до металла из тетрахлорида титана и металлического урана из его тетрафторида
{\displaystyle {\mathsf {TiCl_{4}+2Mg\rightarrow Ti+2MgCl_{2}}}}
{\displaystyle {\mathsf {UF_{4}+2Mg\rightarrow U+2MgF_{2}}}}
Смесь порошка магния со взрывом реагирует с сильными окислителями, например с сухим перманганатом калия.
Ввиду своих сильных восстановительных способностей, он способен восстанавливать даже щелочные металлы в определённых условиях. Например, при поджигании порошка магния и гидроксида натрия, будет образована смесь, состоящая из различных продуктов реакции, одним из которых будет являться металлический натрий:
{\displaystyle {\ce {2Mg + 2NaOH ->[t] 2MgO + 2Na + H2 ^}}}
Полученная смесь может быть разделена кипячением в 1,4-диоксане, в ходе которого натрий сплавится в крупные капли, которые возможно отделить.
Помимо этого, магний может восстанавливать натрий, калий, а также в небольших количествах литий и рубидий в присутствии катализаторов и при более умеренных температурах. Например, натрий может быть получен нагреванием смеси стружек магния и гидроксида натрия в чистом минеральном масле в присутствии ментола или некоторых иных третичных спиртов (например, терпинен-4-ола, борнеола и иных) в качестве катализаторов при температуре 230 °C. Реакция занимает около 30-40 часов:
{\displaystyle {\ce {2Mg + 2NaOH ->[t, {ментол}] 2MgO + 2Na + H2 ^}}}

## Применение

### Сплавы
Используется для получения лёгких и сверхлёгких литейных сплавов (самолётостроение, производство автомобилей, корпусов портативной бытовой техники), а также в пиротехнике и военном деле для изготовления осветительных и зажигательных ракет. Со второй половины XX века магний в чистом виде и в составе сплава кремния с железом — ферросиликомагния, стал широко применяться в чугунолитейном производстве благодаря открытию его свойства влиять на форму графита в чугуне, что позволило создать новые уникальные конструкционные материалы для машиностроения — высокопрочный чугун (чугун с шаровидным графитом — ЧШГ и чугун с вермикулярной формой графита — ЧВГ), сочетающие в себе свойства чугуна и стали.
Сплавы на основе магния являются важным конструкционным материалом в космической, авиационной и автомобильной промышленности благодаря их лёгкости и прочности. Из магниевого сплава изготавливались картеры двигателей бензопилы «Дружба», автомобилей «Запорожец» и первого поколения Porsche 911, ряда других машин. Сейчас из этого сплава производятся легкосплавные колёсные диски.

### Химические источники тока
Магний в виде чистого металла, а также его химические соединения (бромид, перхлорат) применяются для производства энергоёмких резервных электрических батарей (например, магний-перхлоратный элемент, серно-магниевый элемент, хлористосвинцово-магниевый элемент, хлорсеребряно-магниевый элемент, хлористомедно-магниевый элемент, магний-ванадиевый элемент и др.) и сухих элементов (марганцево-магниевый элемент, висмутисто-магниевый элемент, магний-м-ДНБ элемент и др.). Химические источники тока на основе магния отличаются очень высокими значениями удельных энергетических характеристик и высокой ЭДС.

### Соединения
Гидрид магния — один из наиболее ёмких аккумуляторов водорода, применяемых для его компактного хранения и получения.

### Огнеупорные материалы
Оксид магния MgO применяется в качестве огнеупорного материала для производства тиглей и специальной футеровки металлургических печей.
Перхлорат магния, Mg(ClO4)2 (ангидрон) применяется для глубокой осушки газов в лабораториях и в качестве электролита для химических источников тока с применением магния.
Фторид магния MgF2 в виде синтетических монокристаллов применяется в оптике (линзы, призмы).
Бромид магния MgBr2 — в качестве электролита для химических резервных источников тока.

### Военное дело
Свойство магния гореть белым ослепительным пламенем широко используется в военной технике для изготовления осветительных и сигнальных ракет, трассирующих пуль и снарядов, зажигательных бомб. В смеси с соответствующими окислителями он также является основным компонентом заряда светошумовых боеприпасов.

### Медицина
Магний является жизненно важным элементом, который находится во всех тканях организма и необходим для нормального функционирования клеток. Участвует в большинстве реакций обмена веществ, в регуляции передачи нервных импульсов и в сокращении мышц, оказывает спазмолитическое и антиагрегантное действие. Оксид и соли магния традиционно применяются в медицине в кардиологии, неврологии и гастроэнтерологии (аспаркам, сульфат магния, цитрат магния). В то же время использование солей магния в кардиологии при нормальном уровне ионов магния в крови является недостаточно обоснованным.

### Фотография
Магниевый порошок с окисляющими добавками (нитрат бария, перманганат калия, гипохлорит натрия, хлорат калия и т. д.) применялся (и применяется сейчас в редких случаях) в фотоделе в химических фотовспышках (магниевая фотовспышка).

### Аккумуляторы
Магниево-серные батареи являются одними из самых перспективных, теоретически превосходя ёмкость ионно-литиевых, однако пока эта технология находится на стадии лабораторных исследований в силу непреодолимости некоторых технических препятствий.

## Производство
Производство в России сосредоточено на двух предприятиях: г. Соликамск (СМЗ) и г. Березники (АВИСМА). Общая производительность составляет примерно 35 тыс. тонн в год.
| Ранг | Страна        | Производство (тыс тонн) |
| ---- | ------------- | ----------------------- |
| —    | Весь мир      | 6970                    |
| 1    | Китай         | 4900                    |
| 2    | Россия        | 400                     |
| 3    | Турция        | 300                     |
| 4    | Испания       | 280                     |
| 5    | Австрия       | 200                     |
| 6    | Словакия      | 200                     |
| 7    | Бразилия      | 150                     |
| 8    | Австралия     | 130                     |
| 9    | Греция        | 115                     |
| 10   | КНДР          | 80                      |
| 11   | Индия         | 60                      |
| —    | Другие страны | 150                     |

## Цены
Цены на магний в слитках в 2006 году составили в среднем 3 доллар./кг. В 2012 году цены на магний составляли порядка 2,8—2,9 долл./кг.

## Биологическая роль и токсикология

### Токсикология
Соединения магния малотоксичны (за исключением солей таких ядовитых кислот, как синильная, азотистоводородная, плавиковая, хромовая).

### Биологическая роль
Магний — один из важных биогенных элементов, в значительных количествах содержится в тканях животных и растений (хлорофиллы). Его биологическая роль, вероятно, обусловлена заменой двухвалентного железа после его глобального окисления до трёхвалентного в процессе фотосинтеза.
Магний является кофактором многих ферментативных реакций. Магний необходим для превращения креатинфосфата в АТФ — нуклеотид, являющийся универсальным поставщиком энергии в живых клетках организма. Магний необходим на всех этапах синтеза белка. Он участвует в поддержании нормальной функции нервной системы и мышцы сердца, оказывает сосудорасширяющее действие, стимулирует желчеотделение, повышает двигательную активность кишечника, что способствует выведению из организма холестерина.
Усвоению магния мешают наличие фитина и избыток жиров и кальция в пище. Недостаток магния в организме может проявляться по-разному: бессонница, хроническая усталость, остеопороз, артрит, фибромиалгия, мигрень, мышечные судороги и спазмы, сердечная аритмия, запоры, предменструальный синдром (ПМС). При потливости, частом употреблении слабительных и мочегонных, алкоголя, больших психических и физических нагрузках (в первую очередь при стрессах и у спортсменов) потребность в магнии увеличивается.
Более всего магния содержится в пшеничных отрубях, тыквенных семечках, какао-порошке. К пище, богатой магнием, относят также кунжут, отруби, орехи. Однако обилие фитина в этих продуктах делает его малодоступным для усвоения, поэтому только зелёные овощи могут служить надёжным источником магния. Магния совсем мало в хлебе, молочных, мясных и других повседневных продуктах питания современного человека. Суточная норма магния — порядка 300 мг для женщин и 400 мг для мужчин (предполагается, что всасывается около 30 % магния).
При употреблении витаминно-минеральных комплексов, содержащих магний, необходимо помнить, что при чрезмерном его потреблении возможна передозировка, сопровождающаяся снижением артериального давления, тошнотой, рвотой, угнетением центральной нервной системы, снижением рефлексов, изменениями на электрокардиограмме, угнетением дыхания, комой, остановкой сердца, параличом дыхания, анурическим синдромом.
Также следует соблюдать осторожность при приёме магния людям с почечной недостаточностью.

### Таблица нормы потребления магния[источникне указан 123 дня]
| Пол                     | Возраст            | Суточная норма потребления магния, мг/день | Верхний допустимый предел, мг/день |
| ----------------------- | ------------------ | ------------------------------------------ | ---------------------------------- |
| Младенцы                | от 0 до 6 месяцев  | 30                                         | Не определён                       |
| Младенцы                | от 7 до 12 месяцев | 75                                         | Не определён                       |
| Дети                    | от 1 до 3 лет      | 80                                         | 145                                |
| Дети                    | от 4 до 8 лет      | 130                                        | 240                                |
| Дети                    | от 9 до 13 лет     | 240                                        | 590                                |
| Девушки                 | от 14 до 18 лет    | 360                                        | 710                                |
| Юноши                   | от 14 до 18 лет    | 410                                        | 760                                |
| Мужчины                 | от 19 до 30 лет    | 400                                        | 750                                |
| Мужчины                 | 31 год и старше    | 420                                        | 770                                |
| Женщины                 | от 19 до 30 лет    | 310                                        | 660                                |
| Женщины                 | 31 год и старше    | 320                                        | 670                                |
| Беременные женщины      | от 14 до 18 лет    | 400                                        | 750                                |
| Беременные женщины      | от 19 до 30 лет    | 350                                        | 700                                |
| Беременные женщины      | 31 год и старше    | 360                                        | 710                                |
| Кормящие грудью женщины | от 14 до 18 лет    | 360                                        | 710                                |
| Кормящие грудью женщины | от 19 до 30 лет    | 310                                        | 660                                |
| Кормящие грудью женщины | 31 год и старше    | 320                                        | 670                                |

## Комментарии
1. ↑  Указан диапазон значений атомной массы в связи с неоднородностью распространения изотопов в природе.